# George Slefendorfas
George Slefendorfas (7 de junio de 1983 en Puerto Moresby) es un futbolista papú, que posee también la nacionalidad de Australia. Juega como delantero en el Whittlesea Ranges FC.

## Carrera
Luego de rondar por varios clubes amateurs australianos, recaló en el Dalkurd FF de la Tercera División sueca en 2008. Regresó en 2010 a Australia para jugar en el Heidelberg United, en 2011 pasó al Sunshine George Cross FC, donde solo jugó 6 meses. A mediados de ese año fue comprado por el Canterbury United de la ASB Premiership de Nueva Zelanda. Dado su alto rendimiento, fue contratado por el Waitakere United en 2012. Sin embargo, su paso por el Waitakere no fue el esperado, por lo que fue aislado del plantel. Pasó al Eastern Suburbs y en 2013 fue contratado por el WaiBOP United. En 2014 pasó al FC Bendigo australiano.

### Clubes
| Club                     | País          | Año         |
| ------------------------ | ------------- | ----------- |
| Dalkurd FF               | Suecia        | 2008 - 2010 |
| Heidelberg United        | Australia     | 2010        |
| Sunshine George Cross FC | Australia     | 2011        |
| Canterbury United        | Nueva Zelanda | 2011 - 2012 |
| Waitakere United         | Nueva Zelanda | 2012        |
| Eastern Suburbs          | Nueva Zelanda | 2012 - 2013 |
| WaiBOP United            | Nueva Zelanda | 2013 - 2014 |
| FC Bendigo               | Australia     | 2014 -2016  |
| Whittlesea Ranges FC     | Australia     | 2017 - ?    |
| Whittlesea Ranges FC     | Australia     | 2019 -      |

### Selección nacional
Hizo su debut con la selección de Papúa Nueva Guinea en una derrota por 2-1 en un amistoso frente a Singapur el 6 de septiembre de 2014.